# Equulites leuciscus
Equulites leuciscus är en fiskart som först beskrevs av Günther, 1860.  Equulites leuciscus ingår i släktet Equulites och familjen Leiognathidae. Inga underarter finns listade i Catalogue of Life.